# Third Avenue – 149th Street
Third Avenue – 149th Street – stacja metra nowojorskiego, na linii 2 i 5. Znajduje się w dzielnicy Bronx, w Nowym Jorku i zlokalizowana jest pomiędzy stacjami Jackson Avenue i 149th Street – Grand Concourse. Została otwarta 10 lipca 1905.